# Валахади
Валахади, още валаади или влахади (на гръцки: Βαλαάδες, Валаадес, Βαλαχάδες, Валахадес) е наименование, с което се обозначават гръцкоговорещи мюсюлмани, живеещи в Османската империя.
Смята се, че валаадите са потомци на гърци християни, приели исляма през XVIII век. В началото на XX век те традиционно живеят в най-южните части на Егейска Македония – районите на Ляпчища (днес Неаполи) и Гревена по средното течение на Бистрица (Алиакмонас). Според статистиката на Васил Кънчов („Македония. Етнография и статистика“) в 1900 година в Македония има 14 373 гърци мюсюлмани. Според гръцка статистика от 1904 година в казите Населица (Ляпчища) и Гревена на Серфидженския санджак живеят 16 070 валахади.
„Бистрица я прѣминахме по единъ тѣсенъ мостъ и не безъ страхъ при Смикси. Това мѣсто служи и за езиковна граница. Първото село, въ което се говори само на гръцки, е Бубуща. Тукашнитѣ жители се наричатъ валахадесъ; тѣ сѫ повечето мохамедане, но говорятъ изключително гръцки. Названието си сѫ получили отъ това, че знаятъ само една турска дума „евала“. Тѣхния типъ е повечето гръцки, отколкото славянски: черна коса и очи, и изкривенъ носъ се срѣщатъ най-много. (Именно зарадъ тия чърти неможе да се мисли, че тѣ иматъ нѣщо общо съ „Влахи“.)“
Валахадите се изселват от Гърция в Турция по силата на Лозанския договор от 1923 година, предвиждащ обмен на населението между двете страни по религиозен признак. В Турция, макар и в турскоговорещо обкръжение част от общността запазва гръцкия си език, наричан ромеика. Компактни маси валахади се заселват в Източна Тракия – в Кумбургас, Кючук чекмедже, Чаталджа.
На днешна българска територия е имало едно гръцко помашко село – Лялево в Пирин.
Често се смята, че името валахади произхожда от власи, и че валахадите са съответно от арумънски произход. Но албанологът Густав Вайганд смята, че то произлиза от „Вайалла“ – уж единствената турска дума, която валахадите употребявали.